# Oulad Delim

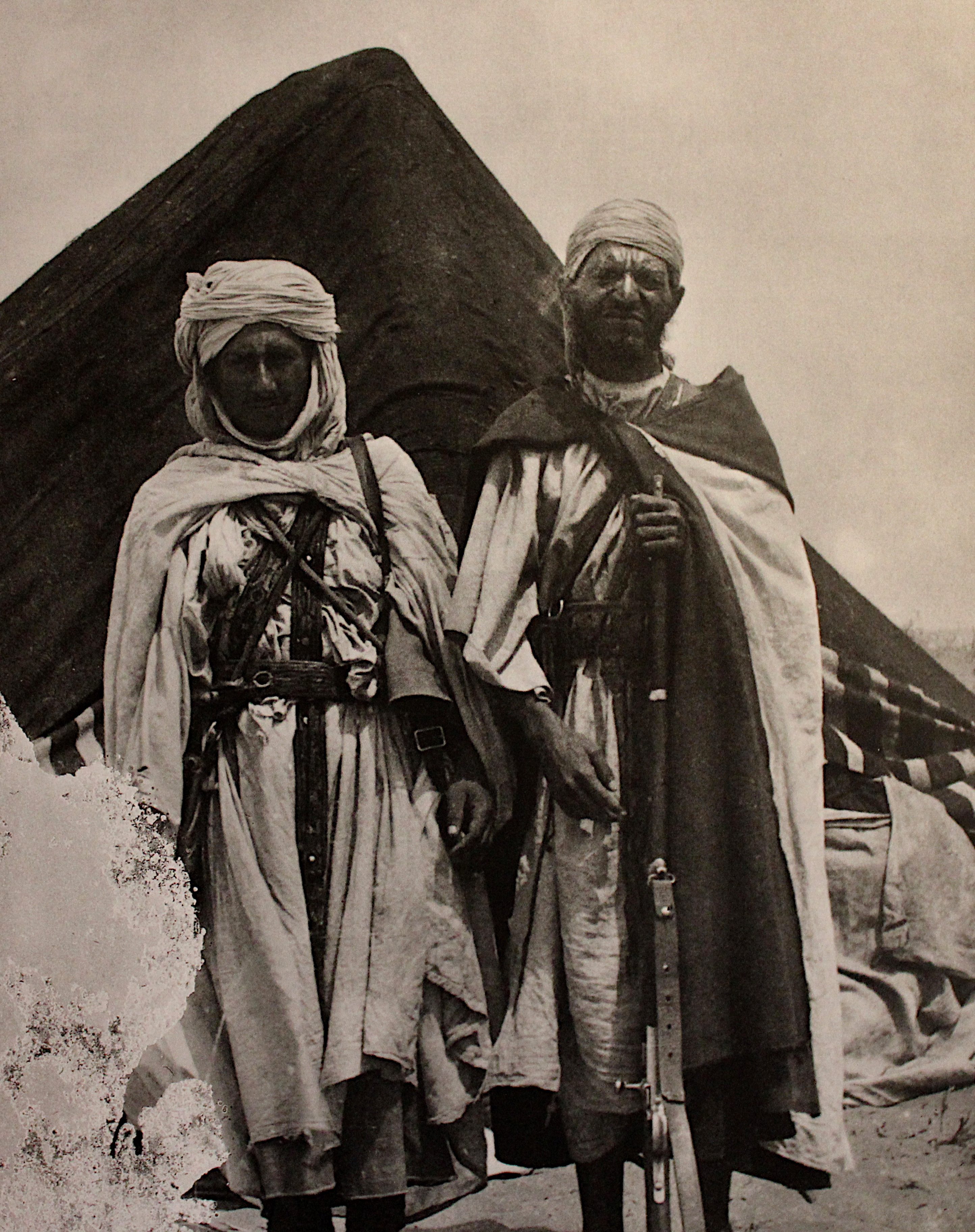
Capitostos de la tribu.

Els Oulad Delim (àrab أولأد دليم) són una tribu saharaui principalment d'origen àrab. Antigament es considerava que tenien l'estatut de hàssan és a dir, formaven part de la casta guerrera. Els Oulad Delim parlaven àrab hassania. Segons Ibn Khaldoun, Lleó l'Africà i Luis del Mármol Carvajal eren la tribu més septentrional de les cinc tribus Banu Hassan (una branca dels banu maqil) establerts al Sàhara.
Tradicionalment vivien a les regions del sud del Sàhara Occidental (Río de Oro), especialment al voltant de la ciutat de Dakhla i a la regió entre Nouadhibou i Idjil (nord-oest de la Mauritània). Tenien àmplies connexions tribals amb les tribus del nord de Mauritània. Són musulmans de l'escola malikita del sunnisme. Es dividien en cinc fraccions: Ludeicat, Serahna, Ulad Baamar, Ulad Jaliga i Ulad Tagueddi, endemés de dues fraccions més a Azawad: Oulad Salem i Oulad Moulat.
El seu estil de vida tradicional era nòmada, basat en el pasturatge de camells. Foren actius en la resistència a l'avenç del colonialisme europeu durant el segle xix, però després que Espanya consolidés el seu control sobre el Sàhara espanyol el 1884, molts Oulad Delim s'inscriviren en l'Agrupació de Tropes Nòmades i altres forces auxiliars espanyoles.